# Луд, збуњен, нормалан (3. сезона)
Прва сезона телевизијске серије Луд, збуњен, нормалан је премијерно емитована на Федералној телевизији БиХ у периоду од 1. јануара до 13. јуна 2010. године.

## Радња
Трагичан и изненадан смртни случај донеће промене у животу Фазлиновића и људи из њиховог окружења. Организација сахране је, испоставља се, компликованији задатак него што су Фарук и Чомбе очекивали. Новац, као и увек, представља горући проблем. На вратима Фазлиновића се појављује Изетов ратни друг, београђанин, Ђуро Убипарип. Ђуро је у потрази за изгубљеним сандуком злата који је наводно, на почетку Другог светског рата, пратња Краља Петра изгубила негде у околини Сарајева. Изет се свесрдно укључује у ту потрагу.

## Улоге
| Глумац                | Улога             |
| --------------------- | ----------------- |
| Мустафа Надаревић     | Изет Фазлиновић   |
| Сенад Башић           | Фарук Фазлиновић  |
| Моамер Касумовић      | Дамир Фазлиновић  |
| Белма Лизде-Курт      | Рабија Бубић      |
| Горан Навојец         | Реуфик Мукић      |
| Мирај Грбић           | Драган Чмар       |
| Емир Хаџихафизбеговић | Самир Фазлиновић  |
| Нивес Иванковић       | Ајна Хећимић      |
| Зана Марјановић       | Селма             |
| Александар Сексан     | Ђидо Мова         |
| Драган Маринковић     | Бећир             |
| Татјана Шојић         | Марија Мрвица     |
| Мирвад Курић          | Мариофил Шесто    |
| Небојша Глоговац      | Грдоба            |
| Светлана Бојковић     | Лаура Шарафова    |
| Боро Стјепановић      | Др. Ђуро Убипарип |

## Списак епизода
| Бр. еп. (у серији) | Бр. еп. (у сезони) | Датум емитовања   | ТВ емитер | Назив                         | Сиже |
| ------------------ | ------------------ | ----------------- | --------- | ----------------------------- | --- |
| 73                 | 1                  | 1. јануар 2010.   | ФТВ (БиХ) | Краљ је умро - живио Рефко    | Трагичан и изненадан смртни случај донеће промене у животу Фазлиновића и људи из њиховог окружења. Организација сахране је, испоставиће се, захтевнији задатак него што су то Фарук и Чомбе очекивали. Новац, као и увек, представља горући проблем те ће позајмица новца од зеленаша ће бити једина опција у овим околностима. Камате расту из дана у дан, а из целог догађаја ће само Изет успети изаћи са дебљим новчаником.                                                                                               |
| 74                 | 2                  | 10. јануар 2010.  | ФТВ (БиХ) | Потрага за благом             | На вратима Фазлиновића се појављује Изетов ратни пријатељ, Београђанин, Ђуро Убипарип. Ђуро је у потрази за изгубљеним сандуком злата који је наводно на почетку Другог светског рата пратња Краља Петра изгубила негде у околини Сарајева. Изет се свесрдно укључује у ту потрагу, а Фарук и Марија откривају да се иза Чомбетовог надимка крије веома необично име. На њихов наговор, Чомбе одлази у општину са намером да промени име. Но, то неће бити тако једноставно.                                                  |
| 75                 | 3                  | 17. јануар 2010.  | ФТВ (БиХ) | Минско поље                   | Да би се докопали злата које је изгубила краљева пратња, Изет и Ђуро прво морају деминирати ливаду на коју их је довела тајна мапа. Тај део задатка је добровољно прихватио Рефко. Након што је Рефко "властитим телом" деминирао ливаду и тако завршио у болници, Изет и Ђуро откопавају мистериозни сандук. Поруку из студентске службе о термину Дамировог испита му мамурни Фарук заборавља пренети. Дамир ће испит морати полагати код новог професора кога прати глас да је строг и потпуно неурачунљив.                |
| 76                 | 4                  | 24. јануар 2010.  | ФТВ (БиХ) | Призивање тобе                | Изет и Ђуро су у озбиљним финансијским проблемима. Потрага за изгубљеним благом их је довела на просјачки штап. Продаја шунке је начин да се бар мало поправи њихова ситуација. Но, продавати шунку у Сарајеву и није баш тако уносан посао, па Изет позива Самира да он реши тај проблем. Чомбе долази код Фарука са генијалним планом - он ће радити као менаџер у студију. Фаруков скептицизам по питању овога плана, међутим, показаће се неоправданим. Чомбе ће ипак успети набавити уносан посао за студио.             |
| 77                 | 5                  | 31. јануар 2010.  | ФТВ (БиХ) | Донација                      | Холандска влада је донирала помоћ босанскохерцеговачким пензионерима. Изет и Ђуро смишљају план како да се дочепају те донације и на тај начин поправе своју лошу финансијску ситуацију. С' обзиром да су се за донацију пријавили касно, помоћ коју су добили неће бити лако претворити у лаку зараду. У студију је Фарук коначно успео наговорити Махмут-агу да код њега снима албум. Но донација коју су добили Ђуро и Изет ће отежати реализацију овог пословног договора.                                                |
| 78                 | 6                  | 7. фебруар 2010.  | ФТВ (БиХ) |                               | Ситуација је толико тешка да се праве ригорозни резови: Фарук је приморан затворити студио, а Дамир се мора исписати са факултета. Спасоносно решење долази од Изета. Он и Ђуро имају генијалан пословни план помоћу кога би сви требало да се обогате. Удруженим снагама, њих четворица оснивају Хот-лајн телефонску агенцију и лака зарада је на домак руке. |
| 79                 | 7                  | 14. фебруар 2010. | ФТВ (БиХ) |                               | Хот-лајн агенција у организацији Изета, Ђуре, Фарука и Дамира је почела са радом. Телефони су прорадили и још се само чекају позиви усамљених жена жељних емотивних и нежних разговора. Изет, велики стручњак за питања женског срца, руководи послом. Селма успева наговорити Бећира, декларисаног хомосексуалца и певача народне музике, да снима песму у студију. Међутим, Бећиров ангажман у студију и Хот-лајн агенција под Изетовим руководством ће се испреплести са неочекиваним догађајима.                          |
| 80                 | 8                  | 21. фебруар 2010. | ФТВ (БиХ) | Естрада и showbusiness                    | Пословна документација коју Селма води у студију је у хаосу. Ако дође финансијска инспекција Фарук се само може надати затвору. Бећиров пријатељ, најбољи рачуновођа у граду, Сањин Пушић добија задатак да папире доведе у ред. Проблем је само Сањиново сексуално опредељење. Он је, наиме, хомосексуалац и према Фаруку гаји нескривене емоције. Ђуро и Изет се упуштају у нову пословну иницијативу и одлучили су се бавити естрадним менаџерством. Проблем је само наћи некога ко добро пева и од њега направити звезду. |
| 81                 | 9                  | 28. фебруар 2010. | ФТВ (БиХ) | Талент show                       | Откриће да Буба има савршене гласне способности, те уноси немир у породицу Фазлиновић. Фарук и Дамир са једне, а Изет и Ђуро са друге стране покушавају се изборити за Бубину наклоност. Компромис је постигнут и по договору сви они треба да брину о Бубиној каријери. Први њен наступ ће бити у талент шоуу локалне телевизије, али неће све испасти како су они замислили. |
| 82                 | 10                 | 7. март 2010.     | ФТВ (БиХ) | Гинекологија и пита од вишања | Фаруку коначно полази за руком да освоји згодну Сплићанку Ајну. Буба има упалу мокраћних канала, али преглед код доктора ће открити њену добро чувану тајну. Изет и Ђуро доносе одлуку да подигну кредит у банци и отворе гинеколошку ординацију. Са Ђуриним искуством и Изетом на пријемном одељењу посао би требало да цвета. |
| 83                 | 11                 | 14. март 2010.    | ФТВ (БиХ) | Пријемно одељење              | С' обзиром да нису добили кредит од банке, Ђуро и Изет се одлучују на радикалан потез: отвориће гинеколошку ординацију у Изетовом стану. Буба позива своју рођаку и тражи од ње савет како да коначно изгуби невиност. Чомбе ће се показати као одличан избор да би се решио тај њен проблем. У намери да Ајну упозна са својом породицом, Фарук у стан доводи Ајну. Биће то један необичан сусрет. |
| 84                 | 12                 | 21. март 2010.    | ФТВ (БиХ) | Пословни простор              | Гинеколошка ординација у стану Фазлиновића мора бити затворена. Изет једноставно не може да више поднети ту тзв. “фуртутму” у стану. Због обијања викендице је Самир завршио у затвору, а да би био пуштен на слободу Изет ће морати да повуче своје везе у високој политици. Заузврат Самир ће њему и Ђури осигурати на атрактивној локацији пословни простор за њихову ординацију. |
| 85                 | 13                 | 28. март 2010.    | ФТВ (БиХ) | Дјевојка са села              | Бубина сестра Зумрета долази са села у Сарајево. У исто време из затвора у Зеници излази и Ајнин бивши дечко Грдоба, те у потрази за Ајном и он долази у Сарајево. На Ајнино инсистирање Фарук је доводи у стан да је упозна са Фазлиновићима. По обичају, видно алкохолисан Изет се неће представити баш у најсјајнијем светлу. |
| 86                 | 14                 | 4. април 2010.    | ФТВ (БиХ) | Пасје поподне                 | Талачка криза у Сан Рему: Грдоба са пиштољем држи Дамира, Фарука и остале госте као таоце. Његов захтев је веома једноставан, жели да му се Ајна врати. Забринут за свој "генетски матријал", Изет се прикључује полицији која је опколила кафану. Он је тај који преузима иницијативу у ослобађању талаца. Главни ослонац у тој акцији биће му Чомбе. |
| 87                 | 15                 | 11. април 2010.   | ФТВ (БиХ) | Полицијске игре               | Мачка са улице се уселила у Фаруков студио. Задатак да се реши мачке добио је Рефко. Тотално пијаног Изета за воланом аутомобила зауставља полицајац. Одузима му возачку и наплаћује казну, али није свестан да се упустио у борбу са човеком који је спреман на све. Да би добио назад возачку дозволу Изет је спреман направити неке неочекиване потезе. |
| 88                 | 16                 | 18. април 2010.   | ФТВ (БиХ) | Прљаво суђе                   | Буба је на годишњем одмору, а самим тиме стан Фазлиновића изгледа тако да би у њему и "коњ сломио ногу". Потребно је хитно наћи нову кућну помоћницу. Културни аташе из италијанске амбасаде доноси дуго чекани посао у студију Акорд. Канцону која би требало да зближи Босанце и Италијане треба да отпева нека локална певачка звезда. |
| 89                 | 17                 | 25. април 2010.   | ФТВ (БиХ) | Осми март                     | Изет упознаје Маријину маму Лауру. Њих двоје имају пуно тога заједничког и биће то љубав на први поглед. С' обзиром да се приближава "Дан жена", Изет јој жели поклонити неки скупоцени поклон. Проблем је што Дамир и Фарук такође желе пригодним поклонима изненадити своје девојке. |
| 90                 | 18                 | 2. мај 2010.      | ФТВ (БиХ) | Пасје пријеподне              | Грдоба, криминалац који је патолошки заљубљен у Фарукову девојку Ајну, бежи из затвора. Судбина ће хтети да у покушају да се сакрије од полицајаца Грдоба утрчи управо у хаустор Фазлиновића. Након што је лако савладао испрепадану Бубу, он улази у стан и убрзо ће се сви Фазлиновићи наћи у улози талаца. Ко је од тројице Фазлиновића у вези са Ајном је оно што Грдоба покушава напокон сазнати. |
| 91                 | 19                 | 9. мај 2010.      | ФТВ (БиХ) | Пут путује Реуфага            | У нади да ће се решити досадног Рефке, Фарук му коначно даје плату. Тим новцем Рефко треба купити карту и вратити се у Загреб. Изет је у љубавним проблемима. Веза са Лауром се не одвија онако како он прижељкује, а и финансијска ситуација му је прилично лоша. Како би зарадио неки додатни приход јавља се на оглас који је дао приватни истражитељ Ђидо Мова и почиње радити као његов помоћник. Истрага у коју се укључио ће разоткрити неке неочекиване тајне.                                                        |
| 92                 | 20                 | 16. мај 2010.     | ФТВ (БиХ) | Лажна максузија               | Три Фазлиновића пијуцкају максузију и покушавају одгонетнути мистерију зашто у њиховој кући ни једна се жена не може дуже задржати. Њихове приче воде нас кроз разне љубавне афере у којима су актери и на крају којих су, по правилу, увек извлачили дебљи крај. Под утицајем алкохола њихово депресивно расположење полагано прелази у весеље, али не задуго. |
| 93                 | 21                 | 23. мај 2010.     | ФТВ (БиХ) | Вечери поезије                | Лаура пред љутог Изета ставља понуду коју он не може одбити. Наравно, реч је о сексу. Изет је на седмом небу, али не зна да су Лаурини сексуални апетити пуно већи. Ђуро ће се појавити као трећи лик у љубавном троуглу који се завршава тучом. На Рефкин наговор, Чомбе одлучује порадити на својој песничкој каријери. Вечери поезије које се тих дана одржавају у Сарајеву ће бити идеална прилика за презентацију његове “маестралне” поезије.                                                                           |
| 94                 | 22                 | 30. мај 2010.     | ФТВ (БиХ) | Хафифни амиџа                 | Миксета која је нестала из студија је горући проблем за Фарука. Чомбе се ангажује да открије лопове који су опљачкали студио, а Изет ненадано добија прилику да на догађају са несталом миксетом заради који екстра динар. Рефко данима није ништа јео, па се одлучује на очајнички корак. Покушаће, наиме, оно што ником до тада није пошло за руком - преварити Марију. |
| 95                 | 23                 | 6. јун 2010.      | ФТВ (БиХ) | Усисивач                      | Буби ће се приликом усисавања куће покварити усисивач. Пошто је реч о усисивачу који је “готово па нов”, нема му ни 40 година, Изет одлучује поправити га. У томе ће му помоћи мајстор Драго који ради у уметничкој галерији. У истој галерији Батко отвара изложбу савремене уметности. Секси девојка Санела долази у студио са жељом да сними песму. Рефко, одушевљен њеним изгледом, спреман је обећати баш све што она жели чути.                                                                                         |
| 96                 | 24                 | 13. јун 2010.     | ФТВ (БиХ) | Три флаше                     | И последње Изетове залихе максузије су потрошене. У помоћ ускаче његов ратни пријатељ из Херцеговине, Анте, који му шаље пакет са драгоценом течношћу. У пакету су три боце, али ће до Изета доћи само једна. Фарук је примио пакет и одлучио да олакша Изета за две боце. Прошло је шест месеци откако је умро Дино. За Рефку и Чомбета то је повод да седну и попију коју ракијицу за његову душу. |